# ロガエスの書
ロガエスの書（ロガエスのしょ、Liber Loagaeth）は、16世紀末にエノク語で書かれた未解読の文書。ジョン・ディー博士著。別名、「エノク書」と呼ばれるが、旧約聖書の偽典の一つである『エノク書』とは別物。
本書はエリザベス朝の学者ジョン・ディーが行った天使との交霊実験の産物とされるエノク語文献のひとつである。霊視者としてジョン・ディーの助手を務めたエドワード・ケリーによって書きとめられた。49×49の升目の多数の文字表で構成されている。大英図書館スローン文庫の手稿3189番がこれに当たる。
ジョージ・ヘイ編『魔道書ネクロノミコン』は、ジョン・ディーによって英訳版が作られたとラヴクラフトの小説の中で記されている架空の書物「ネクロノミコン」と、実在のジョン・ディー文書である「ロガエスの書」とを結びつけている。同書には、「ロガエスの書」を基にコンピュータの専門家デイヴィッド・ラングフォードが解読し、魔術研究家ロバート・ターナーが再構成したと銘打たれた「ネクロノミコン断章」が収録されている。